# جيف ديفيس (متزلج قفز)
جيف ديفيس (بالإنجليزية: Jeff Davis)‏ هو متزلج قفز أمريكي، ولد في 19 مارس 1958 في هافر دي غريس في الولايات المتحدة.

## وصلات خارجية
- جيف ديفيس على موقع الاتحاد الدولي للتزلج (القفز التزلجي) (الإنجليزية)
- جيف ديفيس على موقع أوليمبيديا (الإنجليزية)